# Удавка с полуштыками
Уда́вка с полуштыка́ми (англ. Timber Hitch — «бревенчатый узел») — морской временный узел, который относят к самозатягивающимся петлям. В морском деле используют при временном креплении троса к плавающим в воде предметам (или при накидывании и креплении троса к какому-либо предмету на берегу). Удавку с полуштыками использовали на парусном флоте для буксировки, для крепления стеньг, гафелей, рей. Также использовали для крепления такелажа и швартова. На современном флоте узел используют для такелажных работ и когда есть опасность при использовании металлических строп. Удавку с полуштыками часто используют в лесной промышленности, арбористике, строительстве, где известен как «лесной» (или «бревенчатый») узел. В лесной промышленности удавку с полуштыками используют при перевозке срубленных деревьев на близкое расстояние. В горном туризме узел использовать запрещено. Узлом привязывали тетиву лука к нижней части английского длинного лука.
Удавка может быть простая и со шлагом

## Способ завязывания

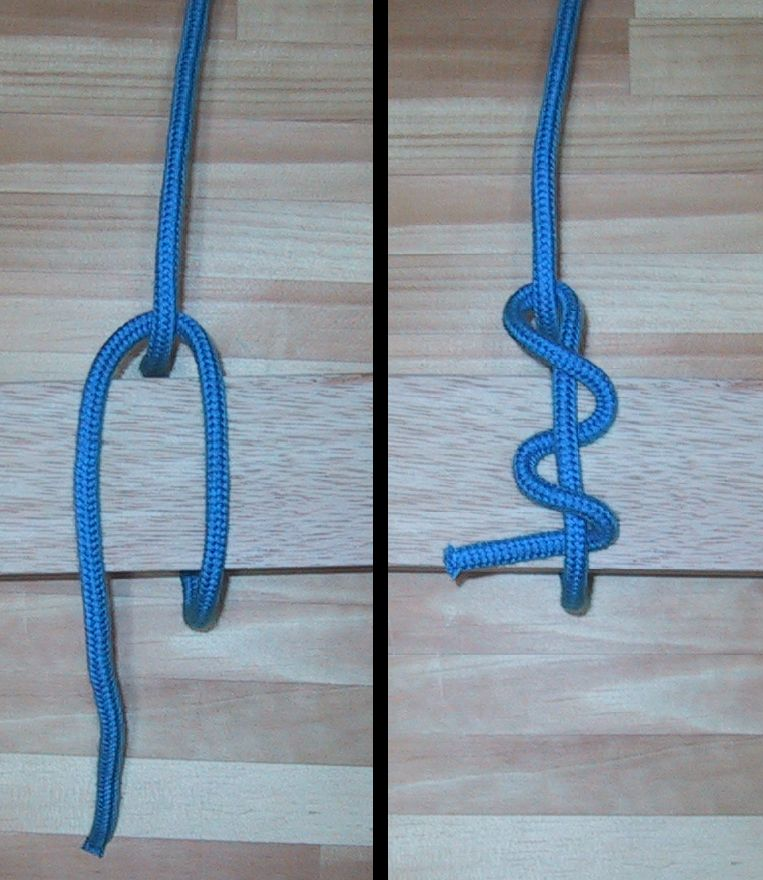
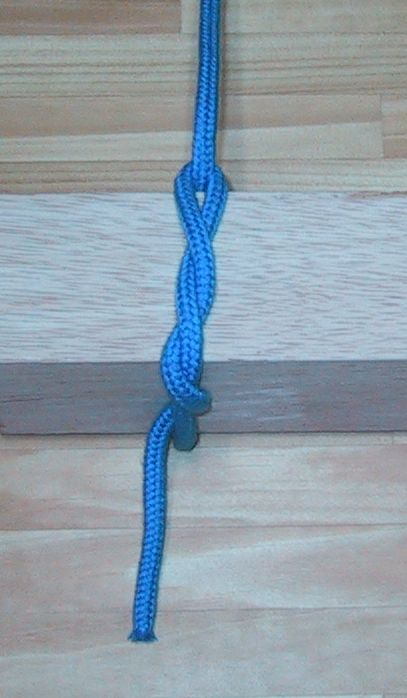

Завязать ходовой конец троса поверх коренного внутрь петли. Обнести ходовым концом петлю 3–4 раза.

## Признаки
Плюсы
- Относительно стабилен при постоянной тяге[25]
- Легко развязывать[26]

Минусы
- Узел — сложен (необходимо уметь правильно завязывать узел[27])
- Ненадёжен при «переменной» нагрузке[25]
- При использовании в погрузке из нескольких этапов, необходимо обжимать узел перед каждым этапом[28]
- К узлу необходимо вязать полуштыки[29]

## Применение
В морском деле
- В морском деле используют при временном креплении троса к плавающим в воде предметам или при накидывании и креплении троса к какому-либо предмету на берегу
- Буксировка бревна
- Крепление такелажа
- Подъёма наверх рангоутных деревьев (стеньг, реев, гафелей)
- Погрузка цилиндрических по форме предметов (рельсов и телеграфных столбов)
- Крепление коренных концов марса-шкотов, марса-гитовов и других снастей, где нужно иметь концы готовыми для быстрой отдачи
- Крепление швартова за береговой пал

В военном деле
- Узлом привязывали тетиву лука к нижней части английского длинного лука

В быту
- В лесной промышленности узел используют при перевозке срубленных деревьев на близкое расстояние
- Используют мясники в качестве одного из мясничих узлов для подвеса солонины
- Применяли и затяжной узел, но лишь в том случае, когда тетива на одном конце лука завязывалась наглухо[30]

## Галерея

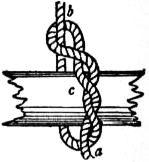
Британика том. 15, стр. 856, 1911
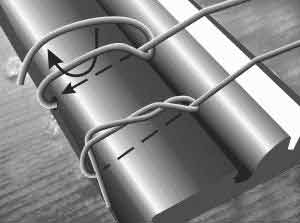
Закрепление струн
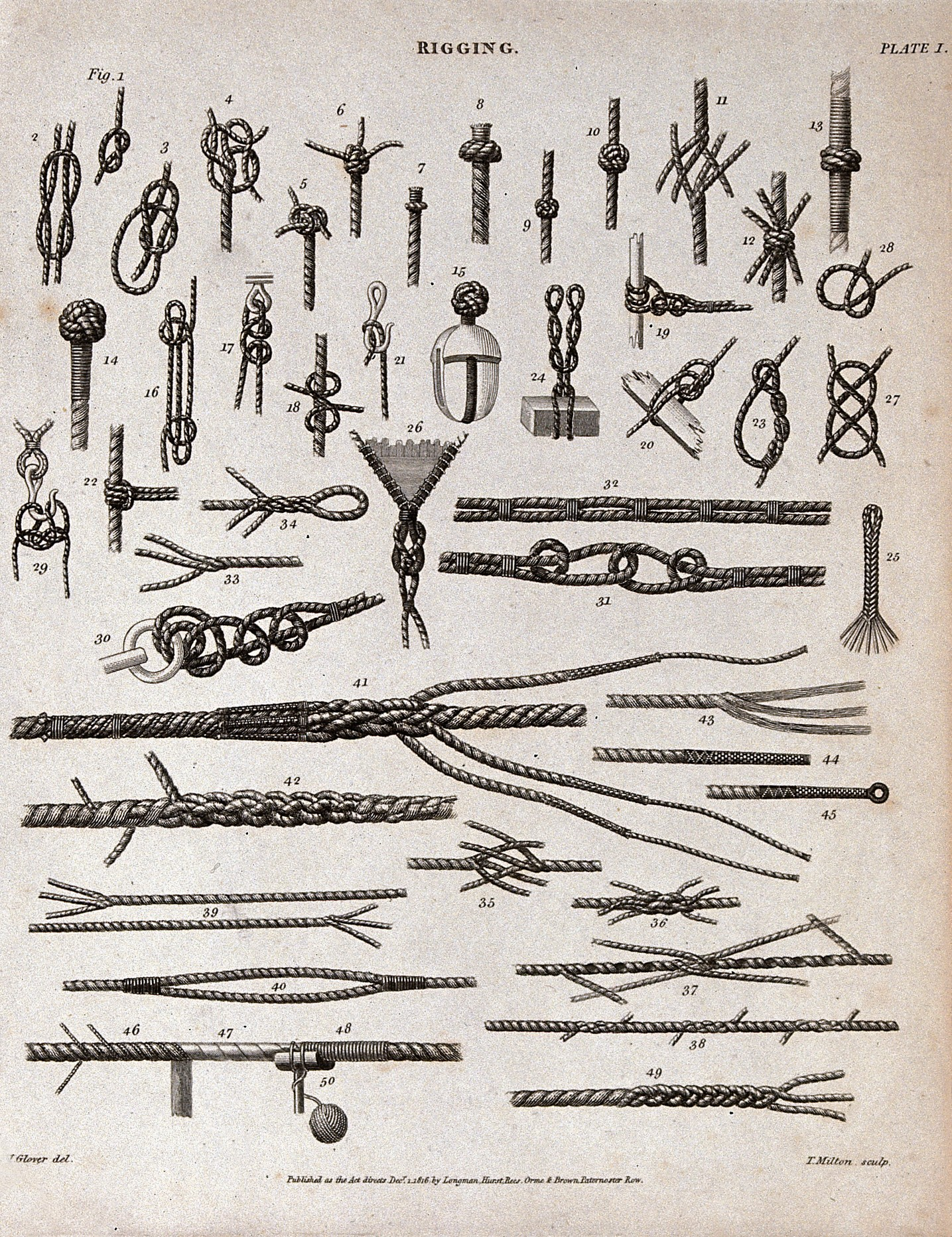
Рисунок 23 — удавка с прихваченным ходовым концом к петле коренного
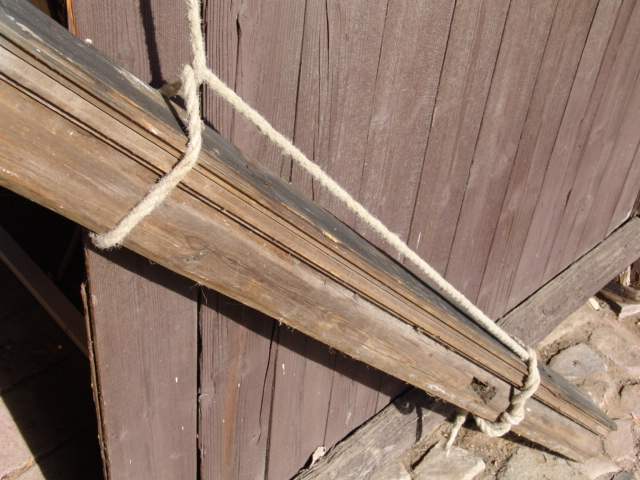
Подъём балки